# باشگاه فوتبال هرن بای
باشگاه فوتبال هرن بای (به انگلیسی: Herne Bay Football Club) یک باشگاه فوتبال در شهر هرن بای، کنت، کشور انگلستان است که در سال ۱۸۸۶ میلادی تأسیس شده‌است.